# Jagdstaffel 62
La Jagdstaffel 62 (in tedesco: Königlich Preußische Jagdstaffel Nr 62, abbreviato in Jasta 62) era una squadriglia (staffel) da caccia della componente aerea del Deutsches Heer, l'esercito dell'Impero tedesco, durante la prima guerra mondiale (1914-1918).

## Storia
La Jagdstaffel 62 venne formata il 16 gennaio 1918 con piloti ed osservatori della scuola di formazione di Diest. Il 26 gennaio 1918 la squadriglia venne posta a supporto della 1ª Armata, prendendo parte alle prime missioni di combattimento però solo dal 1º marzo. Pochi giorni dopo, il 16 marzo 1918, venne trasferita a supporto della 18ª Armata, subendo qui la propria prima perdita il 31 marzo. Il 5 luglio 1918 tornò al servizio della 1ª Armata. Dal 14 settembre 1918 al termine della guerra la squadriglia rimase a disposizione della Armee-Abteilung C.
Il Leutnant Max Näther fu l'ultimo Staffelführer (comandante) della Jagdstaffel 61 dal luglio 1918 fino alla fine della guerra.
Alla fine della prima guerra mondiale alla Jagdstaffel 62 vennero accreditate 42 vittorie aeree, di cui 16 per l'abbattimento di palloni da osservazione. Di contro, la Jasta 62 perse 3 piloti, 2 furono feriti in azione oltre ad 2 piloti presi come prigionieri di guerra.

## Lista dei comandanti della Jagdstaffel 62
Di seguito vengono riportati i nomi dei piloti che si succedettero al comando della Jagdstaffel 62.
| Grado    | Nome        | Periodo                          |
| -------- | ----------- | -------------------------------- |
| Leutnant | Ludwig Luer | 16 gennaio 1918 – 22 maggio 1918 |
| Leutnant | Tonjes      | 22 maggio 1918 - 6 luglio 1918   |
| Leutnant | Max Näther  | 7 luglio 1918 - 11 novembre 1918 |

## Lista delle basi utilizzate dalla Jagdstaffel 62
- Thugny-Trugny, Francia: 26 gennaio 1918
- Bohain-en-Vermandois, Francia: 16 marzo 1918 – 19 marzo 1918
- Balâtre, Francia: 19 marzo 1918
- Saint-Rémy: 5 luglio 1918
- Preutin-Higny, Francia: 14 settembre 1918